# 池田長常 (片桐池田家)
池田 長常（いけだ ながつね、文政3年（1820年） - 明治9年（1876年）10月23日）は、岡山藩の家老、執政。片桐池田家第10代当主。
父は岡山藩家老池田長貞。子は池田長準、花房職居室。通称は大学、伊賀、近江、謙堂。号無適斎。

## 生涯
文政3年（1820年）池田長貞の子として岡山に生まれる。嘉永4年（1851年）父長貞の隠居により家督相続し岡山藩家老、周匝2万2000石の領主となる。慶応元年（1865年）藩主池田茂政に仕置家老に任じられる。慶応3年（1867年）には軍事御用惣引請となり岡山藩の兵制改革を行った。慶応4年（1864年）隊員を主に足軽からなる銃隊19隊を編成した。
明治2年（1869年）隠居して家督を嫡男長準に譲る。明治9年（1876年）10月23日没。明治33年（1900年）長常の明治維新への功績により、長準が男爵に叙され華族となった。